# Вакх (Леонардо да Винчи)
«Вакх» (итал. Bacco), ранее известная как «Святой Иоанн Креститель» (итал. San Giovanni Battista), — картина, хранящаяся в Лувре, в Париже, основанная на рисунке итальянского художника эпохи Возрождения Леонардо да Винчи. Предполагается, что она была создана его неизвестным последователем, возможно, в мастерской Леонардо да Винчи. Искусствовед Сидней Дж. Фридберг отнёс рисунок ко второму миланскому периоду Леонардо. Среди ломбардских художников, которые были предложены в качестве возможных авторов «Вакха», были Чезаре да Сесто, Марко д’Оджоно, Франческо Мельци и Чезаре Бернаццано. На картине изображена мужская фигура с украшенной венками головой и леопардовой шкурой, сидящая на фоне идиллического пейзажа. Он указывает своей правой рукой налево, а левой рукой, обхватывая свой тирс, таким же жестом указывает вниз на землю.
Первоначально на картине был изображён Иоанн Креститель. В конце XVII века, между 1683 и 1693 годами, она была переделана и мужская фигура стала изображать Вакха.
Итальянский учёный Кассиано даль Поццо, который видел первоначальный вариант картины во дворце Фонтенбло в 1625 году, описал её как не имеющую ни благочестия, ни благопристойности, ни сходства с Иоанном Крестителем. Красивый, молодой и слегка андрогинный Иоанн на этой картине сильно расходился с существовавшими традициями его изображении: как правило пожилого аскетического пророка. Но образ на этой картине имеет сильное сходство с «Иоанном Крестителем» Леонардо да Винчи, также хранящимся в Лувре.
В ходе переделки картины изображение Иоанна Крестителя превратилось в изображение языческого божества, длинный крестовидный посох стал тирсом Вакха. был добавлен виноградный венок. Меховое одеяние — наследие Иоанна Крестителя, но оно было покрыто леопардовыми пятнами, относящимися, как и венок, к Вакху, римскому богу вина и опьянения.